# Le Vigen
 Le Vigen  (en occitano Lo Vijan) es una población y comuna francesa, situada en la región de Lemosín, departamento de Alto Vienne, en el distrito de Limoges y cantón de Limoges-Condat.

## Demografía
| 1098 | 1044 | 1055 | 1263 | 1550 | 1704 | 2043 |
| Para los censos de 1962 a 1999 la población legal corresponde a la población sin duplicidades (Fuente: INSEE [Consultar]) |      |      |      |      |      |      |